# Fortelt
Et fortelt er et telt, der er designet til at sidde på siden af en campingvogn, normalt i samme side som indgangsdøren. 

## Udformning
Fortelte fås i mange størrelser og indretninger, og kan have udbygninger, indertelte, skillevægge og markiser. De fleste fortelte er enten 250, 300 eller 350 cm dybe (plus – minus 15 cm.). Nogle er femkantet (penta-telte) eller har mulighed for indretning af overdækket veranda.